# 토론실

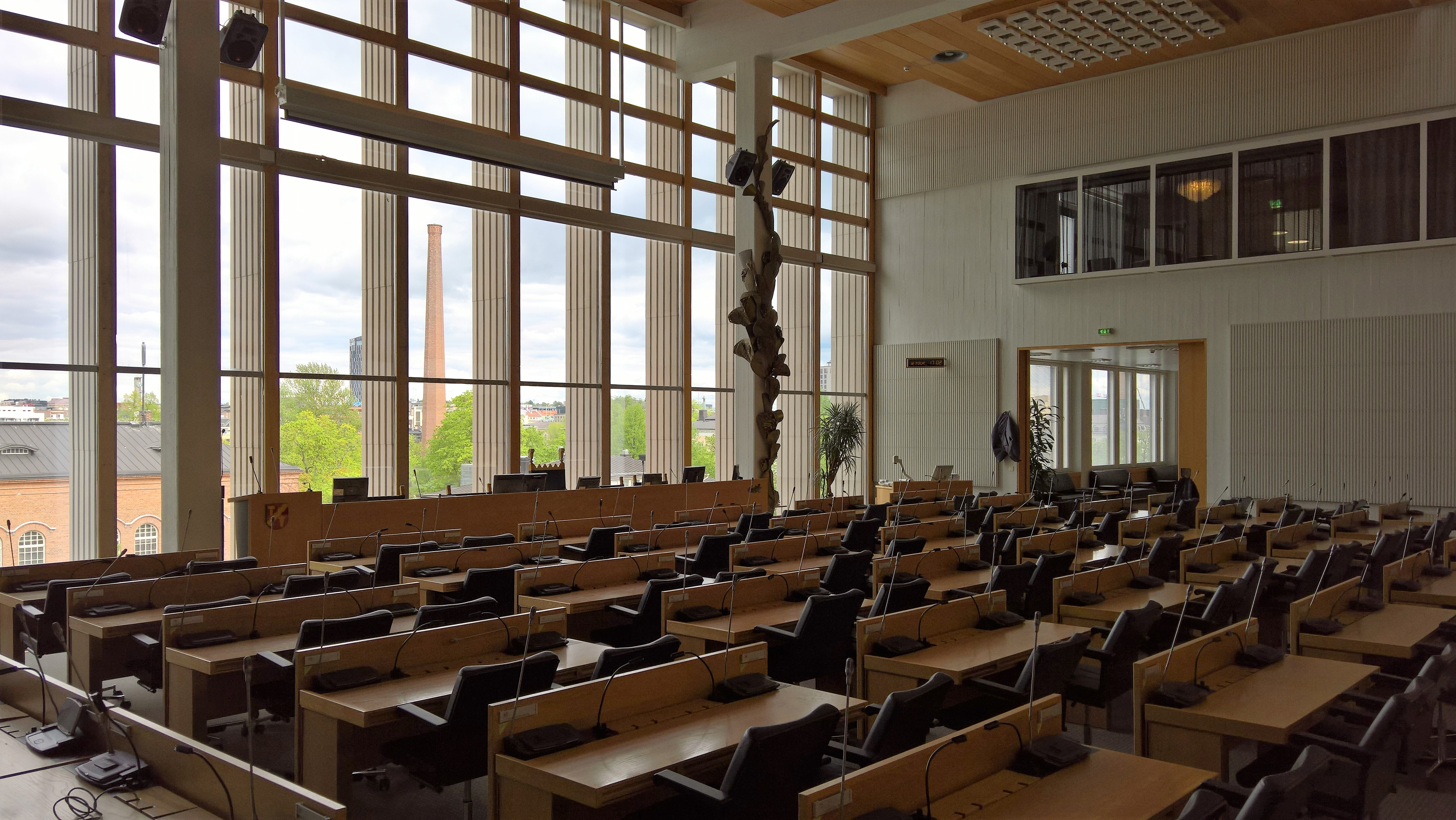
핀란드의 탐페레시의 시 중앙청사(Tampere City Central Office Building) 내 탐페레 시의회(City Council of Tampere) 토론장

토론실(debate chamber)은 사람들이 토론하고 논쟁하는 방이다. 토론실은 의회, 대회의, 시의회 또는 대학과 같은 정부 및 교육 기관에서 공식적인 절차나 심의 집회와 같은 비공식적인 담론을 위해 사용된다. 입법 목적으로 사용될 때 토론실은 의회 원(council chamber), 입법 원(legislative chamber) 또는 유사한 용어로도 알려져 있다. 뉴질랜드와 같은 일부 국가에서는 국가 입법부가 있는 방의 공식 명칭으로 토론실(debating chamber)이라는 용어를 사용한다.

## 같이 보기
- 대회의
- 의회
- 원 (입법부)
- 입법 의회 (프랑스)